# 魯伊巴爾博薩 (北里約格朗德州)

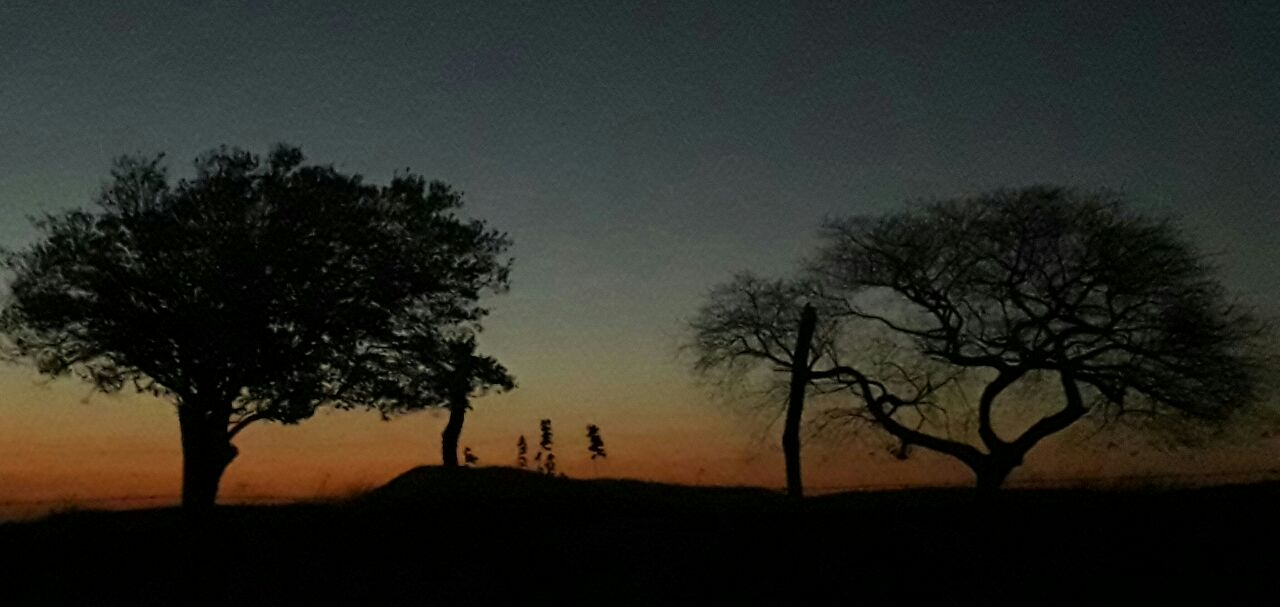
魯伊巴爾博薩

魯伊巴爾博薩（葡萄牙語：Ruy Barbosa），是巴西的城鎮，位於該國東北部，由北里約格朗德州負責管轄，面積126平方公里，2010年人口3,595，人口密度每平方公里28.57人。